# Jackson Yueill
Jackson William Yueill (* 19. März 1997 in Saint Paul, Minnesota) ist ein US-amerikanischer Fußballspieler.

## Karriere

### Klub
Nachdem er in seiner Jugend bei Minnesota Thunder gespielt hatte, war er 2015 und 2016 Teil der College-Mannschaft der UCLA. Im Januar 2017 wurde er von den San José Earthquakes gedraftet, von welchen er, ohne vorherigen Einsatz in der MLS, im März an deren Zweitvertretung Reno 1868 FC in die USL weiter verliehen wurde. Hier stand er dann erstmals und über die volle Spielzeit am 26. März 2017 bei einer 0:2-Niederlage gegen den Orange County SC auf dem Platz. Für die Quakes kam er in der MLS am 18. Juni 2017 zum ersten Mal, bei einem 0:0 gegen Sporting Kansas City, zum Einsatz. Hier wurde er in der 75. Minute für den verletzten Tommy Thompson eingewechselt. Seit November 2017 ist er fester Teil des Kaders der Quakes.

### Nationalmannschaft
Nachdem er die U18, U20 und U23 durchlaufen hatte, durfte er am 6. Juni 2019 bei einer 0:1-Freundschaftsspielniederlage gegen Jamaika auch für die A-Mannschaft in der Startelf auflaufen und wurde in der 59. Minute für Jonathan Amon ausgewechselt. Seitdem kommt er hin und wieder zum Einsatz.